# Паста ГОИ

Кусок пасты ГОИ

Па́ста ГОИ (от ГОИ — Государственный оптический институт) — шлифовальные и полировальные пасты на основе оксида хрома (III), используемые для шлифования и полирования стальных сплавов, в том числе термически упрочнённых, цветных металлов, твёрдых пластмасс и полимеров, стёкол (в том числе оптического стекла), керамических материалов и изделий из них.
Пасты ГОИ выпускаются как в виде брусков, так и в виде уже пропитанных пастой мягких (фетровых) полировальных кругов.

## Разработчики
Пасты ГОИ были разработаны в 1931—1933 годах группой советских учёных, сотрудников Государственного оптического института И. В. Гребенщиковым, Т. Н. Крыловой, В. П. Лавровым, С. В. Несмеловым.

## Разновидности паст ГОИ и их применение
Согласно ТУ 6-18-36-85, различают четыре номера пасты ГОИ в зависимости от размера абразивных частиц:
| № | Вид пасты          | Цвет пасты     | Абразивная способность, мкм | Состав | Применение |
| - | ------------------ | -------------- | --------------------------- | --- | --- |
| 4 | грубая шлифовка    | светло-зелёный | 40—18                       | 75—85 частей трёхвалентного оксида хрома, 2 — силикагеля, 10 — стеарина, 5 — расщеплённого жира, 2 — керосина                                                   | даёт матовую поверхность и применяется для удаления мельчайших царапин, оставшихся на поверхности после шлифования абразивами |
| 3 | средняя шлифовка   | зелёный        | 17—8                        | 70—80 частей трёхвалентного оксида хрома, 2 — силикагеля, 10 — стеарина, 10 — расщеплённого жира, 2 — керосина                                                  | даёт чистую поверхность без штрихов и применяется для достижения ровного блеска полируемой поверхности                        |
| 2 | тонкая полировка   | тёмно-зелёный  | 7—1                         | 65—74 частей трёхвалентного оксида хрома, 1 — силикагеля, 10 — стеарина, 10 — расщеплённого жира, 2 — керосина, 2 — олеиновой кислоты, 0,2 — двууглекислой соды | придаёт обработанной поверхности зеркальный блеск                                                                             |
| 1 | чистовая полировка | чёрно-зелёный  | 0,3—0,1                     | 65—70 частей трёхвалентного оксида хрома, 1,8 — силикагеля, 10 — стеарина, 10 — расщеплённого жира, 2 — керосина, 0,2 — двууглекислой соды                      | придаёт обработанной поверхности чистый зеркальный блеск                                                                      |

Абразивная способность пасты ГОИ определяется толщиной металла, снятого со стальной пластинки 9×35 мм при прохождении ею пути в 40 м по чугунной плите 400×400 мм.

## Другое использование
В народе паста ГОИ получила популярность среди:
- военнослужащих для наведения блеска металлических поверхностей униформы: пуговицы, бляха ремня, петлицы, кокарда, звёздочки на погонах и т.д.;
- музыкантов-духовиков для чистки и наведения блеска медных духовых инструментов;
- нумизматов как средство для чистки антикварных ювелирных изделий и монет. Специалисты указывают, что подобная чистка в домашних условиях неизбежно приводит к разной степени размера и глубины царапинам на поверхности, а значит к снижению цены изделия. Паста вызывает стирание рельефа монеты, а у некоторых металлов (никель, алюминий) может спровоцировать коррозию;
- рыбаков для полировки блёсен и мормышек;
- заточников ножей и режущих медицинских инструментов . Её используют на заключительном этапе. При нанесении пасты на лоскут кожи (чаще в народе используют обыкновенный кожаный ремень) и дальнейшей доводке лезвия снимаются заусенцы с режущей кромки лезвия. При правильной заточке и доводке режущей кромки можно добиться бритвенной остроты.
- владельцев серебряных украшений, для наведения блеска серебряных поверхностей и снятия тёмного слоя сульфида серебра.